# 麻家大院
麻家大院，位于中华人民共和国山西省大同市浑源县永安镇永安社区，已列为山西省文物保护单位。

## 保护
2016年6月6日，麻家大院由山西省人民政府公布为第五批山西省文物保护单位，编号5-44。